# Oraesia albescens
Oraesia albescens là một loài bướm đêm trong họ Noctuidae.